# Stensjö och del av Stora Skipås
Stensjö och del av Stora Skipås is een plaats in de gemeente Falkenberg in het landschap Halland en de provincie Hallands län in Zweden. De plaats heeft 75 inwoners (2000) en een oppervlakte van 38 hectare.